# ليويلين هربرت
ليويلين هربرت (بالإنجليزية: Llewellyn Herbert) هو منافس ألعاب قوى جنوب أفريقي، ولد في 21 يوليو 1977 في مبومالانجا في جنوب أفريقيا.

## وصلات خارجية
- ليويلين هربرت على موقع الاتحاد الدولي لألعاب القوى (الإنجليزية)
- ليويلين هربرت على موقع اللجنة الأولمبية الدولية (الإنجليزية)
- ليويلين هربرت على موقع أوليمبيديا (الإنجليزية)